# Kurere
Kurere (kurisk: Kursi; tysk: Kuren; lettisk: kurši; litauisk: kuršiai; estisk: kuralased; polsk: kurowie) var en baltisk folkestamme, der levede ved Østersøen i det, som nu er de vestlige dele af Letland og Litauen fra 400 til 1500-tallet, hvor de forsvandt i andre baltiske stammer.
Kurerne gav navn til regionen Kurland (Kurzeme) og talte Gammelkurisk. Kurland blev erobret af Den Liviske Orden i 1266 og til sidst assimileret i de andre baltiske stammer. Direkte efterkommere af kurerne omfatter Kuršininkai på Den kuriske landtange.